# Patatas bravas

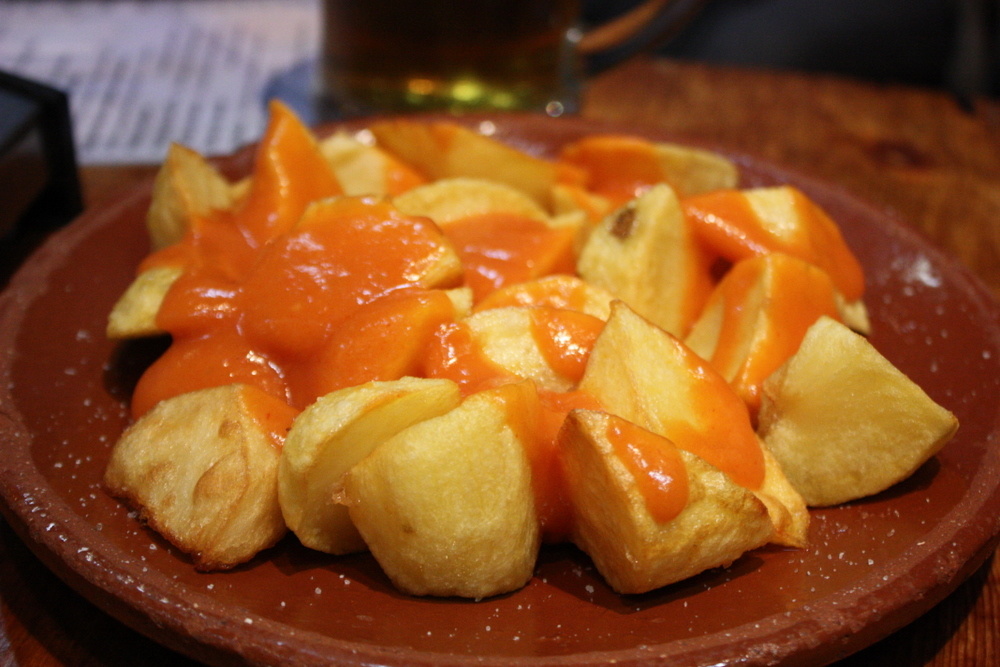
Patatas bravas met salsa brava

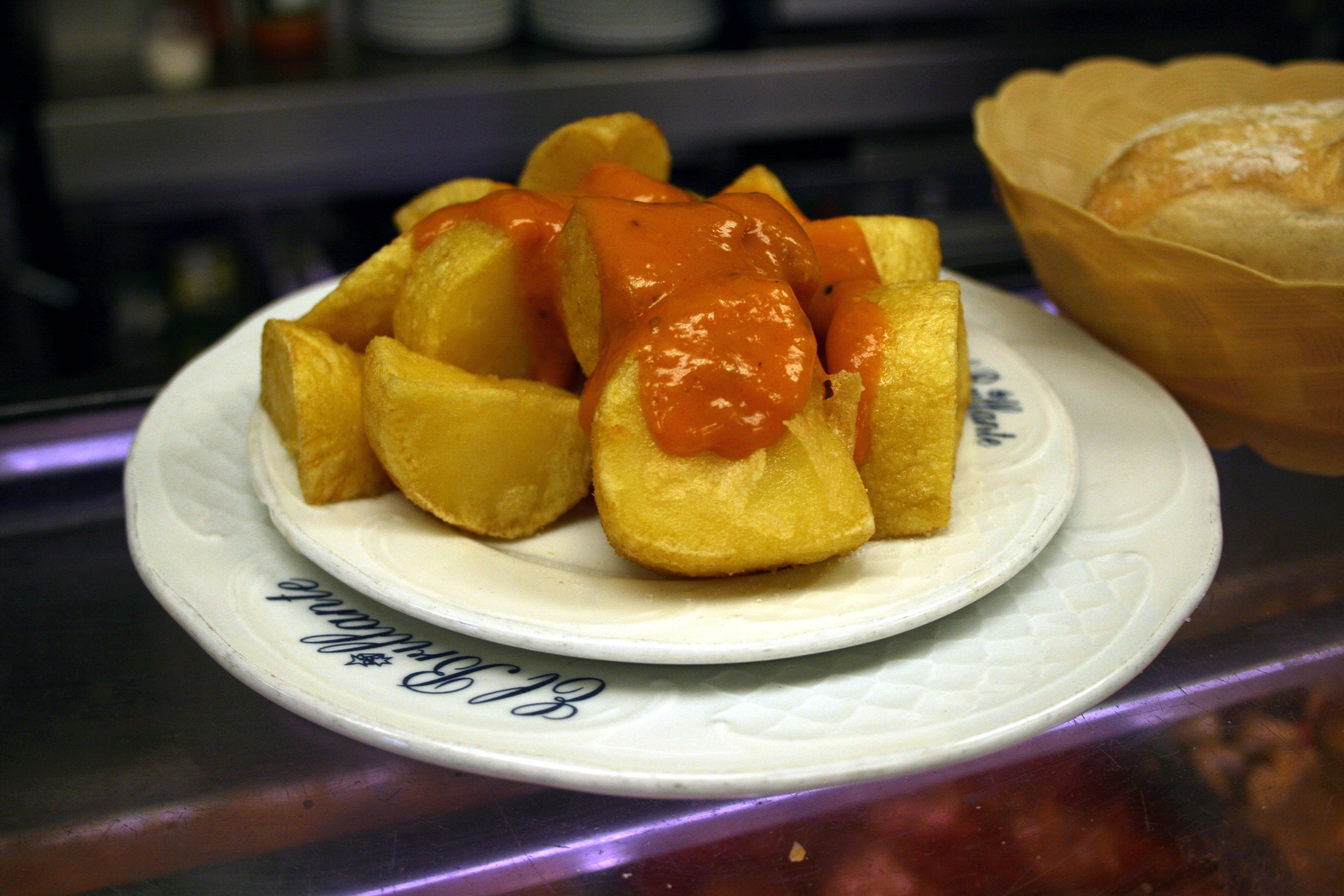
Bord met patatas bravas

Patatas bravas (aardappelen in een pittige tomatensaus), ook wel patatas á la brava of papas bravas genoemd, zijn aardappelen in ongelijke vorm gesneden met een grootte van ongeveer 2 centimeter, gefrituurd in olie. Vaak gaan de aardappelen vergezeld met een hete, pikante tomatensaus, de salsa brava, welke over de patatas bravas wordt gegoten en gezamenlijk heet wordt opgediend.
Dit gerecht is zeer gebruikelijk in cafés en andere eetgelegenheden in enkele delen van Spanje, waar men het kan nuttigen vergezeld van een glas bier of wijn, geserveerd als een portie of tapas (aperitiefhapje), dat ongeveer een kwart kilo aan aardappelen bevat. Bovendien kan men dit gerecht vaak bestellen, met een aantal verschillende sauzen en verder chorizo, chistorra, gebraden kip of gebakken vis.
Het wordt beschouwd als een van de goedkoopste tapas, aangepast aan de lage prijs van zijn goedkope ingrediënten en de gebruikte ingrediënten maken het ook zeer geschikt voor vegetariërs.

## Bereidingswijze
Hoewel er verschillende lokale varianten bestaan van samenstelling van de saus of manier van koken van de aardappelen, de bereiding van het gerecht is zeer simpel.
Men schilt en snijdt vervolgens de aardappelen in kleine stukken (ongeveer 2 cm), daarna begint men met de aardappelen gedurende enkele minuten in zout water te koken, op deze manier blijven de aardappelen sappig. Men spoelt de aardappelen onder de kraan, droogt de ze in een doek en nadien frituurt men ze in hete olie, op dezelfde manier als bij gefrituurde aardappelen, totdat ze geheel goudgeel van kleur worden. Gewoonlijk gebruikt men vroegrijpe aardappelen voor de vervaardiging van dit gerecht. Na het frituren plaatst men de aardappelen op een bord of schaal en overgiet deze met de hete saus. In Spanje verkoopt men dit ook als een ingevroren product.

## De saus
Het karakter van de saus, waarmee de patatas bravas vergezeld gaan, varieert per stad. In Madrid, waar de saus werd bedacht en gepatenteerd in 1960, gebruikt men als basis een tomatensaus met azijn en rode peper, hoewel men ook andere ingrediënten toevoegt, die elk een persoonlijk geheim van elke individuele kok zijn, om de basis van deze pikante tomatensaus te verkrijgen. Zo zullen steeds knoflooksaus, gemaakt van mayonaise en knoflook en niet alleen van olie en knoflook, vergezeld gaan met de aardappelen.
In de autonome regio's Valencia en Catalonië is het traditie dat de patatas bravas met de saus van olijfolie, rode peper, paprikapoeder en azijn, over het algemeen daarnaast ook nog vergezeld gaan met aioli, een knoflooksaus van olie en knoflook.
De pikante saus kan ook gewoon van Mexicaans type zijn, soms gebruikt men salsa Valentina. Als object om te decoreren, mengt men soms de pikante saus (over het algemeen van rode kleur) met mayonaise. De naam bravas zinspeelt op de kracht van de scherpe smaak, die deze saus bezit.

## Varia
- Een wereldwijde verzameling recepten bijeenverzameld door de VN, bevat een recept van de patatas bravas, die deze als een typisch Spaans gerecht omschrijft.
- Een andere populaire variatie is de tortilla brava, een Spaanse aardappel-omelet bedekt met de pittige saus.
- Dezelfde pikante saus wordt soms geserveerd over mosselen. Dit gerecht staat bekend als mejillones en salsa brava.